# Хуан Педевілья
Хуан Карлос Педевілья (ісп. Juan Carlos Pedevilla, 6 червня 1909, Буенос-Айрес — дата смерті невідома) — аргентинський футболіст, що грав на позиції захисника, нападника, зокрема, за «Естудіантіль Портеньйо», а також національну збірну Аргентини.

## Клубна кар'єра
У футболі дебютував 1927 року виступами за клуб «Естудіантіль Портеньйо», в якій провів чотири сезони, взявши участь у 95 матчах чемпіонату.  Більшість часу, проведеного у складі «Естудіантіль Портеньйо», був основним гравцем команди.
Протягом 1931 року захищав кольори команди «Феррокаріль Оесте».
1932 року повернувся до «Естудіантіль Портеньйо», за який відіграв 2 сезони. Завершив професійну кар'єру футболіста виступами за команду «Естудіантіль Портеньйо» у 1934 році.

## Виступи за збірну
1934 року дебютував в офіційних матчах у складі національної збірної Аргентини, зігравши на чемпіонаті світу 1934 року в Італії проти Швеції (2-3) свій єдиний матч.